# Cappella di San Michele (Aiello-Campomanfoli)
La cappella di San Michele sull'omonimo monte dei casali di Aiello e Campomanfoli, era una chiesa di origine medievale. Attualmente della chiesa resta solo il perimetro. L'ultimo crollo si è verificato nell'anno 2005.

## Storia
La chiesa di San Michele nel periodo medievale spesso viene citata anche come Sant'Angelo con l'omonimo monte, essa fu costruita dai Longobardi nel X secolo. La prima notizia storica si ha nel 986 in un atto di convenzione di terreni ed è indicata come chiesa di Sant'Angelo. Altre notizie le troviamo nel 1164 relativi a terreni nei pressi della chiesa del SS. Salvatore. Nel 1175 fu donato il monte dal signore di Nocera alla Badia di Materdomini.
Nella visita pastorale del 1630 nella chiesa del SS. Salvatore, viene indicato un altare di San Michele Arcangelo di patronato della famiglia de Jennaci. La chiesa era Grancia della Badia di Materdomini e il beneficiato era il Commendatario, era nel ristretto del SS. Salvatore. All'inizio del XVIII secolo sul monte c'era l'eremita don Giuseppe Paladino; all'interno della chiesa vi era un unico altare con la statua di San Michele.
Il tetto è di tipo a volta a crociera e la fabbrica della chiesa è in pietra locale, ancora oggi si intravedono resti di strutture, facendo immaginare presenze del periodo romano. Nel 1689 risultava diruta. Nei secoli scorsi la popolazione della parrocchia del SS. Salvatore nel periodo di Pasqua si recava in cima al monte dedicato a san Michele, si diceva la messa e si festeggiava il lunedì in Albis.
Nel 1933 dopo una grave sciagura che colpì due giovani di Aiello si perse la tradizione di portare il Santo sul monte. Vicino alla chiesa c'erano altre stanze per l'eremita e la casetta del telegrafista poco lontano, il quale comunicava messaggi visivi ai paesi limitrofi, l'ultimo telegrafista si chiamava Carmine Napolitani di Campomanfoli.